# Morazán (El Progreso)
Morazán (en honor al general liberal hondureño y expresidente de la República Federal de Centroamérica, Francisco Morazán) es un municipio del departamento de El Progreso de la región nor-oriente de la República de Guatemala. Originalmente era llamado «Tocoy Tzima».
Durante la colonia española el único puerto en la costa del Atlántico cercano a Guatemala era Omoa, en la actual Honduras; para llegar a la provincia de Guatemala, se utilizaban naves pequeñas, que llevaban los productos que dicha provincia necesitaba o exportaba a través de río Motagua, el cual era navegable hasta Gualán, de donde los productos eran transportados en piraguas hacia Tocoy Tzima para finalmente ser transportados a la Ciudad de Guatemala en yuntas.
Después de la Independencia de Centroamérica en 1821, Tocoy fue asignado al circuito de Acasaguastlán del distrito N.°4 (Chiquimula) para la administración de justicia.
Morazán fue bautizado con su nombre actual en 1887 en honor al general liberal hondureño Francisco Morazán y pasó al departamento de El Progreso cuando este fue creado el 13 de abril de 1908 por el gobierno del licenciado Manuel Estrada Cabrera para mejor la administración de la región por donde pasaba el Ferrocarril del Norte de Guatemala. Aunque el departamento fue desmantelado en 1920, Morazán fue reasignado al mismo cuando este fue creado nuevamente en 1934 por el presidente Jorge Ubico. 
Es el segundo municipio más grande que tiene el departamento de El Progreso por debajo únicamente por el municipio de San Agustín Acasaguastlán. Celebra su fiesta titular el 25 de diciembre de cada año en honor a su patrón el Niño Dios.

## Toponimia
El municipio fue bautizado con este nombre por el gobierno del general Manuel Lisandro Barillas en 1887 en honor del general liberal hondureño Francisco Morazán.

## Geografía física

### Ubicación
Se encuentra a una distancia de 31 de la cabecera departamental Guastatoya. Sus colindancias son:
- Norte: Purulhá, municipio del departamento de Baja Verapaz
- Este: San Agustín Acasaguastlán, municipio del departamento de El Progreso
- Sur: Sanarate y Guastatoya, municipios del departamento de El Progreso
- Oeste: San Jerónimo , municipio del departamento de Baja Verapaz
- Suroeste: Salamá, municipio del departamento de Baja Verapaz[5]

|                     | Norte: Purulhá           |                                 |
| Oeste: San Jerónimo |                          | Este: San Agustín Acasaguastlán |
| Suroeste: Salamá    | Sur: Sanarate Guastatoya |                                 |

## Gobierno municipal
Los municipios se encuentran regulados en diversas leyes de la República, que establecen su forma de organización, lo relativo a la conformación de sus órganos administrativos y los tributos destinados para los mismos.  Aunque se trata de entidades autónomas, se encuentran sujetos a la legislación nacional y las principales leyes que los rigen desde 1985 son:
| N.º | Ley                                                | Descripción |
| --- | -------------------------------------------------- | --- |
| 1   | Constitución Política de la República de Guatemala | Tiene una regulación legal específica para los municipios en los artículos 253 al 262. |
| 2   | Ley Electoral y de Partidos Políticos              | Ley de carácter constitucional aplicable a los municipios en el tema de la conformación de sus autoridades electas. |
| 3   | Código Municipal                                   | Decreto 12-2002 del Congreso de la República de Guatemala. Tiene la categoría de ley ordinaria y contiene preceptos generales aplicables a todos los municipios, e inclusive contiene legislación referente a la creación de los municipios.             |
| 4   | Ley de Servicio Municipal                          | Decreto 1-87 del Congreso de la República de Guatemala. Regula las relaciones entra la municipalidad y los servidores públicos en materia laboral. Tiene su base constitucional en el artículo 262 de la constitución que ordena la emisión de la misma. |
| 5   | Ley General de Descentralización                   | Decreto 14-2002 del Congreso de la República de Guatemala. Regula el deber constitucional del Estado, y por ende del municipio, de promover y aplicar la descentralización y desconcentración económica y administrativa.                                |

El gobierno de los municipios está a cargo de un Concejo Municipal mientras que el código municipal —ley ordinaria que contiene disposiciones que se aplican a todos los municipios— establece que «el concejo municipal es el órgano colegiado superior de deliberación y de decisión de los asuntos municipales […] y tiene su sede en la circunscripción de la cabecera municipal»; el artículo 33 del mencionado código establece que «[le] corresponde con exclusividad al concejo municipal el ejercicio del gobierno del municipio».
El concejo municipal se integra con el alcalde, los síndicos y concejales, electos directamente por sufragio universal y secreto para un período de cuatro años, pudiendo ser reelectos.
Existen también las Alcaldías Auxiliares, los Comités Comunitarios de Desarrollo (COCODE), el Comité Municipal del Desarrollo (COMUDE), las asociaciones culturales y las comisiones de trabajo. Los alcaldes auxiliares son elegidos por las comunidades de acuerdo a sus principios y tradiciones, y se reúnen con el alcalde municipal el primer domingo de cada mes, mientras que los Comités Comunitarios de Desarrollo y el Comité Municipal de Desarrollo organizan y facilitan la participación de las comunidades priorizando necesidades y problemas.
Los alcaldes que ha habido en el municipio son:
- 2012-2016: Miguel Ángel Arriaza[8]

## Historia
El poblado de Morazán era conocido como Tocoy Tzima de la lengua quiché que significa «Avispa negra», aproximadamente en el año 1558, época en donde los índígenas reinaban en el país de Guatemala y el resto de Mesoamérica. 

### Colonia española

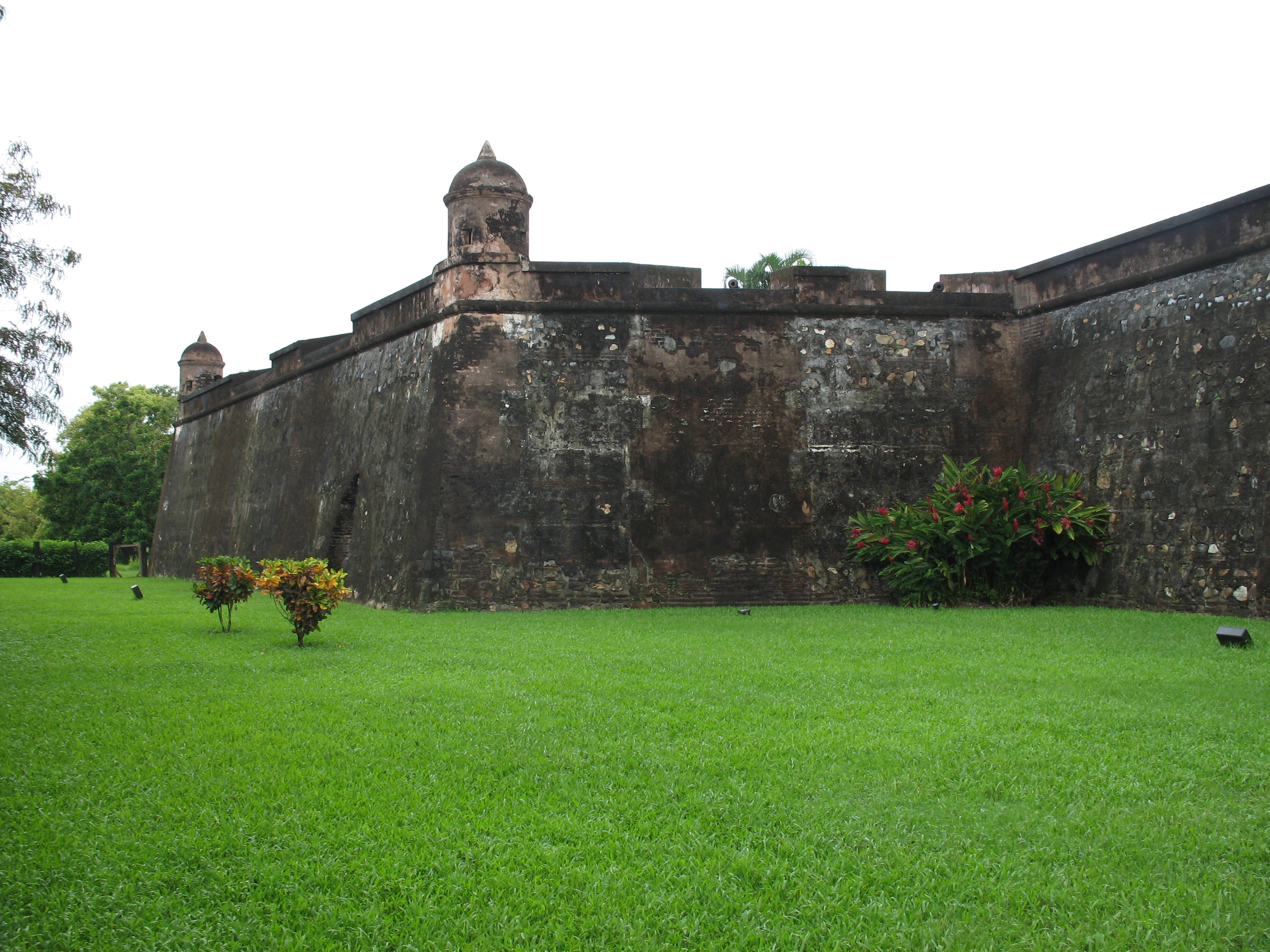
Castillo de San Fernando de Omoa. Único puerto en el Atlántico durante la Colonia Española (1524-1821).

Durante la colonia española, el único puerto en la costa del Atlántico cercano a lo que actualmente es Guatemala era el Puerto de Omoa, en la actual Honduras, a donde llegaban todos los productos proveniente de Europa, y de donde salían las exportaciones de añil y grana; para llegar a la provincia de Guatemala, se utilizaban naves pequeñas, que llevaban los productos que dicha provincia necesitaba o exportaba. Ya en Guatemala, los pequeños barcos entraban por el Río Motagua, el cual era navegable hasta el lugar conocido como Gualán, en la actual Zacapa; luego, los productos eran transportados en embarcaciones ligeras llamadas piraguas hacia el pueblo de Tocoy Tzima en el actual departamento de El Progreso para finalmente ser transportados a la Ciudad de Guatemala en yuntas.

### Tras la Independencia de Centroamérica
La constitución del Estado de Guatemala promulgada el 11 de octubre de 1825 estableció los circuitos para la administración de justicia en el territorio del Estado;  en dicha constitución se menciona que Tocoy pertenecía entonces al circuito de Acasaguastlán del distrito N.°4 (Chiquimula) junto con San Agustín, Acasaguastlán, Sanarate, Magdalena, Agua Blanca, Chimalapa, San Clemente y Guastatoya.
El 15 de diciembre de 1887 el gobierno del general Manuel Lisandro Barillas hizo el cambio de nombre oficial a «Morazán» en honor al general liberal hondureño Francisco Morazán.

### Departamento de El Progreso
El municipio de Morazán pertenecía al departamento de Baja Verapaz antes de que el decreto 683 del 13 de abril de 1908 del gobierno del licenciado Manuel Estrada Cabrera creara el Departamento de El Progreso.  El decreto de fundación decía que por la actividad comercial suscitada en los puntos por donde la vía férrea interoceánica pasaba se requería la más próxima vigilancia de las Autoridades no sólo para conservar el orden sino para encauzar las diversas corrientes del adelanto a un fin común se creó el departamento de El Progreso comprendiendo los siguientes Municipios: Cabañas, Acasaguastlán, Morazán, Sanarate, San Antonio La Paz, San José del Golfo, Guastatoya, Sansaria y las aldeas que están al Noroeste de Chiquimula formando la mitad de dicho Municipio.
Tras el derrocamiento de Estrada Cabrera en abril de 1920, el departamento se suprimió por el decreto gubernativo No. 756 del 9 de junio de 1920 del gobierno de Carlos Herrera y Luna, por no llenar las aspiraciones que el gobierno tuvo en mira para su creación, volviendo los municipios que lo conformaban a los departamentos a que pertenecían, con excepción de Guastatoya que formó parte de Guatemala.
El gobierno del general Jorge Ubico emitió el decreto legislativo de 1965 del 3 de abril de 1934 por medio del cual se creó de nuevo el Departamento de El Progreso retornando nuevamente el municipio de Morazán al mismo. 
Hasta el gobierno del coronel Jacobo Arbenz Guzmán (1951-1954), el principal medio de transporte en Guatemala era el ferrocarril interoceánico, el cual era administrado por la International Railways of Central America (IRCA), subsidiaria de la United Fruit Company. El último año que IRCA reportó una ganancia fue en 1957.  En 1959, la carretera al Atlántico desde la Ciudad de Guatemala hasta Puerto Barrios fue inaugurada, lo que dio como resultado que los camiones obligaran al tren a reducir sus tarifas, además de que perdió mucha clientela.

## Economía
El gran comercio que tiene el municipio de Morazán funciona sobre la base de la agricultura. Se produce también sobreros y almidón, mayormente de yuca

### Agricultura
Es uno de los municipios de mejor producción cafe que tiene el departamento de El Progreso. Gracias a la gran cantidad de tierra y fertilizada que tiene el municipio de Morazán, cultivan los granos básicos, azúcar y café. Entre los granos básicos que producen están:
- Frijol
- Maíz
- Maicillo